# ギズモード
ギズモード (Gizmodo) は、最新テクノロジーやデジタル社会に関連するニュースを扱うテクノロジーメディアサイトである。
アメリカ合衆国以外にも10か国で展開されている。月間閲覧数が2009年1月時点で英語版約8000万回、日本版（「ギズモード・ジャパン」）は2014年で約6900万回。

## 歴史
ピーター・ロジャスが2002年に開設。彼はその後ブログ及びポッドキャストの「Engadget」立ち上げにも携わっている。当初英語のみであったが、2005年よりアメリカ・ニューヨークに本社を置くニールセン・カンパニー社とゴーカー社が共同でヨーロッパへと進出、コンテンツの翻訳と各国内独自の話題を追加した内容を展開していった。

## iPhone 4試作機流出事件
2010年、「iPhone 4」試作機を不正に入手した人物から、Gizmodo編集部は5000ドルで購入。その製品画像、分解画像を記事としてサイトに掲載していた事件。

## ギズモード・ジャパン
ギズモード・ジャパン（英語: Gizmodo Japan）は、テクノロジー専門メディアギズモードの日本版である。株式会社メディアジーンが運営。

### 概要
2006年7月31日、月刊誌「サイゾー」の刊行など事業を行っていた株式会社インフォバーンが立ち上げた。その後2008年2月、インフォバーンがグループ会社として株式会社メディアジーンを設立し、ギズモード・ジャパンを運営譲渡した。現在、LivedoorやYahoo!などポータルサイトへ記事を配信している。内容は翻訳主体で全体の3割程度の独自記事を配信しているとするが、利用規定ではいずれについても内容の責任を負わないとしている。
世界のテクノロジーニュース、新製品情報から、製品レビューやデジタル社会問題の考察、イベントレポート、インタビューなど、幅広い形式の記事を掲載。ガジェットやウェアラブルデバイス、Internet of Thingsから宇宙、サイエンス、バイオ、自動車、アート、デザイン、エンターテイメントまで、これまでのガジェット中心のテクノロジー情報メディアから、デジタル社会全体をカバーするメディアへ変わりつつある。論調は左派・リベラル。
2020年のアニメ富豪刑事 Balance:UNLIMITEDのガジェット設定に協力している。

#### 歴代編集長
1. 清田いちる（ゲスト）
2. 大野恭希（正式な編集長としては初）
3. 尾田和実
4. 松葉信彦
5. 鈴木康太
6. 尾田和実